# Sieć radiowa (wojsko)
Sieć radiowa (S/R) – sposób organizacji łączności wojskowej pomiędzy trzema i więcej korespondentami, z których każdy wyposażony jest w radiostację pracującą na ustalonych danych radiowych.

## Charakterystyka
Sieć radiowa to zespół kilku radiostacji pracujących na jednej częstotliwości roboczej. Jedna z nich jest radiostacją główną, decydującą, kto z kim i kiedy w danej sieci może prowadzić korespondencję radiową.
Do zalet pracy w sieciach radiowych zalicza się:
- mniejszą ilość zaangażowanych środków radiowych niż przy kierunkach radiowych,
- możliwość okólnikowego nadawania wiadomości jednocześnie do wielu korespondentów,
- mniejszą ilość wykorzystywanych częstotliwości roboczych do organizacji łączności.

Do wad pracy w sieciach radiowych zalicza się:
- mniejsza przepustowość wymiany korespondencji w porównaniu z wymianą w kierunkach radiowych,
- większe prawdopodobieństwo rozpoznania przez przeciwnika ugrupowania bojowego wojsk.

## Rodzaje S/R
W zależności od przeznaczenia wyróżnia się następujące sieci radiowe:
- stała S/R w której radiostacje pracują nieprzerwanie na odbiór i posiadają możliwość wzajemnego wywołania się w dowolnym czasie i prowadzenia wymiany radiowej,
- dyżurna S/R w  której radiostacja jednego korespondenta pracuje cięgle na odbiór, a pozostałe włączają się tylko dla przeprowadzenia wymiany informacji,
- rezerwowa S/R organizowana w celu zapewnienia możliwości dokonania manewru relacjami łączności w trakcie trwania walki;
- skryta S/R organizowana w celu zabezpieczenia systemu łączności w okresie celowych zakłóceń przeciwnika.

W lotnictwie rozróżnia się między innymi sieć radiową dowodzenia powietrznego i dowodzenia naziemnego